# Onthophagus stylocerus
Onthophagus stylocerus es una especie de coleóptero de la familia Scarabaeidae.

## Distribución geográfica
Habita en la península ibérica.